# Équipe du Japon de football à la Coupe du monde 1998
Cet article relate le parcours de l’équipe du Japon de football lors de la Coupe du monde de football de 1998 organisée en France du 10 juin au 12 juillet 1998. C'est la première participation du pays dans la compétition.

## Effectif
Le sélectionneur Takeshi Okada dévoile dans un premier temps une liste de 25 joueurs. Le 2 juin 1998, il dévoile sa liste des 22. À la surprise générale, la star du Japon, Kazu Miura, 31 ans, 54 buts en 86 sélections, n'y figure pas. La veille, lors du dernier match de préparation, Miura avait inscrit un triplé lors de la victoire 3-0 de sa sélection contre un club suisse. « Kazu n'a pas sa place dans mes plans de jeu pour la Coupe du monde. Je n'ai pas trouvé de place pour lui, même en pensant à la possibilité qu'il soit remplaçant », explique Okada. 
Les deux autres joueurs écartés sont le défenseur Daisuke Ichikawa et le milieu Tsuyoshi Kitazawa, coéquipier de Miura au Verdy Kawasaki. 

## Compétition

### Premier tour
|   | Équipe    | Pts | J | G | N | P | Bp | Bc | Diff |
| 1 | Argentine | 9   | 3 | 3 | 0 | 0 | 7  | 0  | +7   |
| 2 | Croatie   | 6   | 3 | 2 | 0 | 1 | 4  | 2  | +2   |
| 3 | Jamaïque  | 3   | 3 | 1 | 0 | 2 | 3  | 9  | -6   |
| 4 | Japon     | 0   | 3 | 0 | 0 | 3 | 1  | 4  | -3   |

| 11 | 14 juin 1998 | Argentine | 1 - 0 | Japon    |
| 13 | 14 juin 1998 | Jamaïque  | 1 - 3 | Croatie  |
| 25 | 20 juin 1998 | Japon     | 0 - 1 | Croatie  |
| 29 | 21 juin 1998 | Argentine | 5 - 0 | Jamaïque |
| 45 | 26 juin 1998 | Japon     | 1 - 2 | Jamaïque |
| 46 | 26 juin 1998 | Argentine | 1 - 0 | Croatie  |

#### Argentine - Japon
| 14 juin 1998                        | Argentine     | 1 - 0   | Japon | Stade municipal, Toulouse                           |                                                     |
| 14 h 30 · Historique des rencontres | Batistuta 28e | (1 - 0) |       | Spectateurs : 33 500 Arbitrage : Mario van der Ende | Spectateurs : 33 500 Arbitrage : Mario van der Ende |
| 14 h 30 · Historique des rencontres | Rapport       |         |       | Spectateurs : 33 500 Arbitrage : Mario van der Ende | Spectateurs : 33 500 Arbitrage : Mario van der Ende |

#### Japon - Croatie
| 20 juin 1998                        | Japon   | 0 - 1   | Croatie   | Stade de la Beaujoire, Nantes                   |                                                 |
| 14 h 30 · Historique des rencontres |         | (0 - 0) | 77e Šuker | Spectateurs : 35 500 Arbitrage : Ramesh Ramdhan | Spectateurs : 35 500 Arbitrage : Ramesh Ramdhan |
| 14 h 30 · Historique des rencontres | Rapport |         |           | Spectateurs : 35 500 Arbitrage : Ramesh Ramdhan | Spectateurs : 35 500 Arbitrage : Ramesh Ramdhan |

#### Japon - Jamaïque
| 26 juin 1998                       | Japon        | 1 - 2   | Jamaïque         | Stade de Gerland, Lyon                        |                                               |
| 16 h 0 · Historique des rencontres | Nakayama 74e | (0 - 1) | 39e 54e Whitmore | Spectateurs : 39 100 Arbitrage : Günter Benkö | Spectateurs : 39 100 Arbitrage : Günter Benkö |
| 16 h 0 · Historique des rencontres | Rapport      |         |                  | Spectateurs : 39 100 Arbitrage : Günter Benkö | Spectateurs : 39 100 Arbitrage : Günter Benkö |